# Jakovljev Jak-42
Jakovljev Jak-42 (NATO oznaka: Clobber) je trimotorno reaktivno potniško letalo, ki so ga zasnovali v Sovjetski zvezi pri biroju Jakovljev. Letalo ima kapaciteto 100/120 sedežev in lahko leti srednje dolge proge. Je prvo sovjetsko letalo z visokoobtočnimi turboventilatorskimi motorji, ki porabijo manj goriva.
Leta 1972 je biro Jakovljev začel z delom na letalu s kratkim oziroma srednjim dosegom in kapaciteto 100-120 potnikov. Novo letalo naj bi nadomestilo reaktivno letalo Tupoljev Tu-134 in turbopropelerske Iljušin Il-18, Antonov An-24 ter An-26. Jak-42 naj bi imel možnost operiranja s kratkih stez in bil karseda ekonomičen v uporabi. Ni pa imel istih sposobosti kot manjši Jak-40, ki je lahko vzletal s travnatih stez, posebnost med reaktivnimi letali. Jak-42 je največje, najtežje in najmočnejše (po moči motorjev) Jakovljevo letalo.

## Tehnične specifikacije (Jak-42D)
- Posadka: 2, opcija 3 z inženirjem
- Kapacitea: do 120 potnikov
- Dolžina: 36,38 m (119 ft 4 in)
- Razpon kril: 34,88 m (114 ft 5 in)
- Višina: 9,83 m (32 ft 3 in)
- Površina kril: 150,0 m² (1  615 ft²)
- Prazna teža: 33 000 kg (72 752 lb)
- Maks. vzletna teža: 57 500 kg (126 765 lb)
- Motorji: 3 × Lotarev D-36 turbofan, 63,75 kN (14 330 lbf) vsak
- Maks. hitrost: 810 km/h (437 vozlov, 503 mph)
- Potovalna hitrost: 740 km/h (399 vozlov, 460 mph)
- Dolet: 4 000 km (2 158 nmi, 2 458 mi)(z maks gorivom)
- Višina leta (servisna): 9 600 m (31 500 ft)